# Месба, Хешам
Хешам Месбах (род. 17 марта 1982, Александрия) — египетский дзюдоист, двукратный чемпион Африки, бронзовый призёр Олимпийских игр 2008 года.
На Церемонии открытия летних Олимпийских игр 2012 был знаменосцем команды Египта.

## Карьера
На Олимпиаде 2008 года, проходившей в Пекине, участвовал в весовой категории до 90 кг. В бою за третье место победил француза Ив-Матьё Дафревиля.
На следующей Олимпиаде 2012 года, которая проходила в Лондоне, также принял участие в категории до 90 кг. Однако на первом же этапе уступил дзюдоисту из Казахстана Тимуру Болату.
В данный момент работает судьёй на международных турнирах высшей категории.